# Liste der Naturdenkmale in Geringswalde
Die Liste der Naturdenkmale in Geringswalde nennt die Naturdenkmale in Geringswalde im sächsischen Landkreis Mittelsachsen.

## Definition
„Naturdenkmäler sind rechtsverbindlich festgesetzte Einzelschöpfungen der Natur oder entsprechende Flächen bis zu fünf Hektar, deren besonderer Schutz erforderlich ist
1. aus wissenschaftlichen, naturgeschichtlichen oder landeskundlichen Gründen oder
2. wegen ihrer Seltenheit, Eigenart oder Schönheit.“

„§ 18 – Naturdenkmäler – (zu § 28 BNatSchG)
(1) Die Erklärung nach § 22 Abs. 1 BNatSchG von Teilen von Natur und Landschaft als Naturdenkmal erfolgt durch Rechtsverordnung oder Einzelanordnung.
(2) Über § 28 Abs. 1 BNatSchG hinaus können Naturdenkmäler zur Sicherung von Lebensgemeinschaften oder Lebensstätten von im Bestand gefährdeten oder streng geschützten Arten festgesetzt werden.“

## Naturdenkmale
Link zu einem Kartenansichtstool, um Koordinaten zu setzen.
| Bild                          | Bezeichnung                                          | Lage                                                                    | Beschreibung                         | Datum              | Nummer  |
| ----------------------------- | ---------------------------------------------------- | ----------------------------------------------------------------------- | ------------------------------------ | ------------------ | ------- |
| mehr Fotos \| Fotos hochladen | Stiel-Eiche bei Arras                                | Arras (51° 3′ 11,5″ N, 12° 53′ 48,9″ O)                                 | Stieleiche – Quercus robur           | 28. September 2012 | ND 058  |
| mehr Fotos \| Fotos hochladen | Blut-Buche in Geringswalde                           | Geringswalde (51° 4′ 37,5″ N, 12° 54′ 5,4″ O)                           | Blutbuche – Fagus sylvatica purpurea | 28. September 2012 | ND 078  |
| mehr Fotos \| Fotos hochladen | Lindenallee Heeresstraße                             | Geringswalde nördlich v. Geringswalde (51° 4′ 55,5″ N, 12° 53′ 46,7″ O) | Lindenallee – Tilia Allee            | 28. September 2012 | ND 114  |
| mehr Fotos \| Fotos hochladen | Teiche hinter Altgeringswalder Stau                  | Altgeringswalde (51° 4′ 51,4″ N, 12° 55′ 46,8″ O)                       | FND                                  | 3.06.1994          | fg: 112 |
| BW                            | Buchenbestand Sornziger Wald                         | Geringswalde (51° 6′ 2,8″ N, 12° 55′ 27,7″ O)                           | FND                                  | 3.05.1995          | fg: 136 |
| BW                            | Sornziger Wald: Fichtenschonung und Roteichenbestand | Geringswalde (51° 6′ 7,3″ N, 12° 55′ 11,2″ O)                           | FND                                  | 3.05.1995          | fg: 137 |
| mehr Fotos \| Fotos hochladen | Feuchtwiese Arraser Neiden                           | Arras (51° 2′ 48,9″ N, 12° 53′ 30,8″ O)                                 | FND                                  | 3.06.1994          | fg: 161 |
| mehr Fotos \| Fotos hochladen | Auenbruch hinter dem Schwarzen Teich Arras           | Arras (51° 2′ 39,3″ N, 12° 53′ 59,4″ O)                                 | FND                                  | 3.06.1994          | fg: 162 |